# Heidi Widmer
Pour les articles homonymes, voir Widmer.
Heidi Widmer est une fondeuse canadienne, devenue suisse, née le 28 février 1991 à Banff.

## Biographie
Son frère Phil est aussi un fondeur de haut niveau.
Elle fait ses débuts en Coupe du monde en janvier 2008 à Canmore. Elle dispute ensuite les Championnats du monde junior 2008, 2009, 2010 et 2011, obtenant comme meilleur résultat une 22e place en sprint en 2010.
Aux Jeux olympiques d'hiver de 2014, à Sotchi, elle finit 42e du sprint libre, 54e du dix kilomètres classique et 49e du trente kilomètres libre. Elle est ensuite championne du Canada du dix kilomètres libre. 
Durant l'été 2015, elle opte pour la nationalité suisse et court directement pour son nouveau pays.
Lors de la saison 2015-2016, elle parvient à entrer deux fois dans le top trente en sprint : 30e à Davos et 29e à Planica, ce qui lui vaut son premier classement général en Coupe du monde.

## Palmarès

### Jeux olympiques
| Épreuve / Édition | Sprint | Sprint                           | 10 km                            | 10 km     | Skiathlon 2 × 7,5 km | 30 km | Relais | Relais   |
| Épreuve / Édition | libre  | classique                        | libre                            | classique | Skiathlon 2 × 7,5 km | 30 km | Sprint | 4 × 5 km |
| JO 2014 Sotchi    | 42e    | Épreuve inexistante à cette date | Épreuve inexistante à cette date | 54e       | -                    | 49e   | —      | -        |

Légende :
- : pas d'épreuve
- — : Non disputée par Heidi Widmer

### Coupe du monde
- Meilleur classement général : 100e en 2016.
- Meilleur résultat individuel : 29e.

#### Classements en Coupe du monde
| Saison    | Classement général final | Classement sprint |
| 2015-2016 | 100e                     | 67e               |

### Championnats nationaux
- Championne du Canada sur cinq kilomètres libre en 2013.
- Championne du Canada sur dix kilomètres libre en 2014.